# 時津風部屋
時津風部屋（日语：／ Tokitsukaze beya */?），是日本相撲協會屬下的一個相撲部屋，也是時津風一門的本家。

## 概要
原屬立浪部屋的橫綱雙葉山定次，在1941年5月尚在現役時成立雙葉山相撲道場。1945年雙葉山引退後襲名「時津風」正式成為年寄，並與井筒部屋、伊勢之海部屋合流形成時津風一門。時津風部屋先後培養出大內山平吉、北葉山英俊、豐山勝男、鏡里喜代治等關取。
1968年12月雙葉山去世時，鏡里喜代治一度控制時津風部屋，但最後雙葉山的遺孀決定將部屋交由豐山勝男繼承（他在1970年出任親方，直到2002年退休）。直到2020年1月，部屋有16位力士，其中3位是關取。
2007年6月26日，時津風部屋年僅17歲的序之口時太山俊被師兄虐待致死，最終導致部屋親方雙津龍順一遭解職，迫使部屋的幕內力士時津海正博緊急引退繼承部屋。
2021年初場所時，時津風部屋親方時津海正博違反日本相撲協會禁止非必要外出的2019冠狀病毒病日本疫情防疫指令，前往歡樂街打日本麻將。2021年2月22日，日本相撲協會臨時理事會決議時津海正博解職並刪減退職金30%，時津風部屋親方由前幕內土佐豐祐哉接任。

## 四股名
時津風部屋力士的四股名，特點是多使用「時」與「豐」字。